# Hamlet (filme de 1990)
Hamlet é um filme de drama de 1990 inspirado na tragédia teatral homônima de William Shakespeare. Dirigido por Franco Zeffirelli, o filme é estrelado por Mel Gibson como o personagem-título. O filme também possui a participação de Glenn Close, Alan Bates, Paul Scofield, Ian Holm, Helena Bonham Carter, Stephen Dillane e Nathaniel Parker. É notável por ser o primeiro filme da Icon Productions, uma empresa co-fundada por Gibson.